# ساندرا توفت
ساندرا توفت (دانمارکی: Sandra Toft؛ زادهٔ ۱۸ اکتبر ۱۹۸۹) بازیکن هندبال اهل دانمارک است.